# Елоты
Елоты — деревня в Черемховском районе Иркутской области России. Входит в состав Голуметского муниципального образования. Находится примерно в 56 км к юго-западу от районного центра.

## Население
| 2002 | 2010 | 2011 | 2012 |
| ---- | ---- | ---- | ---- |
| 107  | ↘83  | →83  | ↘77  |